# 辛国良
辛国良（1920年7月—2017年9月6日），陕西清涧人，中国共产党人，中华人民共和国官员。
1934年4月入伍，1936年12月加入中国共产党，副军职离休干部、原空军民航上海管理局政委。